# See You in the Morning
See You in the Morning is een Amerikaanse dramafilm uit 1989 onder regie van Alan J. Pakula.

## Verhaal
De psychiater Larry Livingstone wordt verlaten door zijn vrouw Jo. Een vriend stelt hem voor aan Beth Goodwin, die moeite heeft om de zelfmoord van haar man te verwerken. Ze groeien langzaam naar elkaar toe en ze besluiten om samen te gaan wonen. De kinderen van Beth hebben daar problemen mee.

## Rolverdeling
| Acteur               | Personage           |
| -------------------- | ------------------- |
| Jeff Bridges         | Larry Livingstone   |
| Alice Krige          | Beth Goodwin        |
| Farrah Fawcett       | Jo Livingstone      |
| Drew Barrymore       | Cathy Goodwin       |
| Lukas Haas           | Petey Goodwin       |
| David Dukes          | Peter Goodwin       |
| Frances Sternhagen   | Neenie              |
| George Hearn         | Martin              |
| Theodore Bikel       | Bronie              |
| Linda Lavin          | Sidney              |
| Heather Lilly        | Robin Livingstone   |
| Macaulay Culkin      | Billy Livingstone   |
| William LeMassena    | Vader van Larry     |
| Tom Aldredge         | Vader van Beth      |
| Dorothy Dean Bridges | Moeder van Larry    |
| Alixe Gordin         | Moeder van Beth     |
| Kate Wilkinson       | Tante Matilda       |
| Christopher Curry    | Broer van Larry     |
| Betsy Aidem          | Schoonzus van Larry |
| Robert Levine        | Rechter             |
| Patricia E. Murray   | Patiënte            |
| Christopher Murray   | Patiënt             |
| Elizabeth Parrish    | Patiënte            |
| Robin Bartlett       | Patiënte            |
| Saundra McClain      | Patiënte            |
| Richard Grusin       | Patiënt             |
| Lewis Arlt           | Morty               |
| Mark La Mura         | Jack                |
| John Rothman         | Veearts             |
| M'el Dowd            | Vastgoedmakelaar    |
| Julie Garfield       | Cafetariahoudster   |
| Bernie McInerney     | Politieagent        |
| John Ottavino        | Politieagent        |
| Irina V. Passmoore   | Olga                |
| Barclay DeVeau       | Jackie              |
| Sasha Pasmur         | Donnie              |
| Shirley J. Hatcher   | Politieagente       |
| Brooke Smith         | Extra stem          |
| Adam Shaw            | Extra stem          |